# Trigana Air
Trigana Air – indonezyjska linia lotnicza z siedzibą w Dżakarcie. Została założona w 1991, specjalizuje się w transporcie cargo.

## Flota
Według stanu na kwiecień 2025 flota Trigana Air składała się z 16 samolotów o średnim wieku 34,1 lat:
| Samolot        | Samolot | Samolot   | Liczba miejsc      | Liczba miejsc | Uwagi              |
| Model          | Aktywne | Zamówione | E                  | Łącznie       | Uwagi              |
| -------------- | ------- | --------- | ------------------ | ------------- | ------------------ |
| ATR 42         | 4       | -         | 46                 | 46            |                    |
| ATR 42         | 4       | -         | Konfiguracja cargo |               |                    |
| ATR 72         | 2       | -         | 72                 | 72            |                    |
| Boeing 737-300 | 8       | -         |                    |               | Konfiguracja cargo |
| Boeing 737-500 | 1       | -         |                    |               | Konfiguracja cargo |
| Dornier Do-328 | 1       | -         | 32                 | 32            |                    |
| Łącznie        | 16      | 0         |                    |               |                    |

## Katastrofy
- Katastrofa lotu Trigana Air Service 267